# Station Gałęzinowo
Station Gałęzinowo is een spoorwegstation in de Poolse plaats Gałęzinowo.